# Новая Алексеевка (Ульяновская область)
Новая Алексеевка — село в Павловском районе Ульяновской области. Входит в Пичеурское сельское поселение.

## География
Расположено на крайнем юге области, на реке Ломовка в 16 км к северу от Павловки, в 185 км к юго-западу от Ульяновска и в 45 км к юго-востоку от Кузнецка.
В 4 км к востоку от села проходит автодорога Николаевка (М5) — Павловка. Имеется подъездная дорога от неё к селу, продолжающаяся далее на северо-запад в Старый Пичеур и Старое Чирково.

## История
Село основано в конце XVI века под названием Азранино. 
Во время похода Степана Разина на Волгу, взятия им Царицына, Саратова и Самары, было много беглых купцов и служивых, которые расселялись по руслам речек Избалык, Ломовка, Кадада, Терешка.
По состоянию на 1862 год, село Азранино (Чертовка) относилось ко 2-м стану Хвалынскому уезду, Саратовской губернии. Впоследствии менялось название села на Чертовка, Алексеевка.
В конце 1920-х — село Новая Алексеевка в составе Барановского района Средне-Волжской области. 
4 февраля 1939 была создана Пензенская область, в которую также вошел Барановский район. 
19 января 1943 года район передан в состав вновь образуемой Ульяновской области. Уже после войны район был расформирован и село перешло в Павловский район.

## Население
| 2010 |
| ---- |
| 280  |

Национальный состав (2010): мордва — 71 %, русские — 22 %.